# Lars Hansen (Schriftsteller)

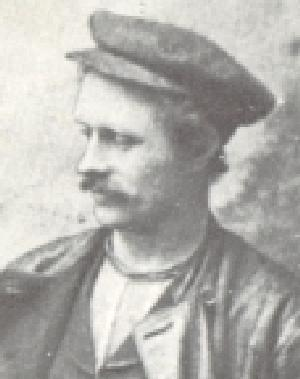
Lars Hansen, ca. 1905

Lars Georg Hansen (* 8. Januar 1869 in Molde; † 20. Juli 1944 in Oslo) war ein norwegischer Schriftsteller.

## Leben
Schon als kleines Kind, im Alter von zwei Jahren, zog Lars Hansen mit seinen Eltern, einem Spenglermeister und der Tochter eines Eismeerfischers, ins nordnorwegische Tromsø. Nach seinem Schulabschluss absolvierte auch er eine Spenglerlehre und eröffnete seine eigene Werkstatt. Als um 1905 herum die Eismeer-Schifffahrt einen großen Aufschwung nahm, beschloss er, sich als Reeder zu versuchen. Er wurde Anteilseigner an mehreren Booten. Nach dem Ersten Weltkrieg sanken die Preise für Pelze und andere Produkte jedoch beträchtlich, außerdem verlor Hansen einige seiner Boote durch Schiffbruch oder Brände. Um 1920 herum war er deshalb gezwungen, seine kleine Reederei und seine Werkstatt aufzugeben.
1922 emigrierte er – wie viele seiner Landsleute in den Jahrzehnten zuvor – in die Vereinigten Staaten. An der Westküste nahm er verschiedene Gelegenheitsjobs an und arbeitete unter anderem als Fischer, Walfänger, Landwirt und Transieder. Während dieser Zeit, als er bereits weit über 50 Jahre alt war, entstanden erste Erzählungen und Reisebriefe. Als er 1925 in seine norwegische Heimat zurückkehrte, bot er einige seiner Geschichten dem angesehenen Verlagshaus Gyldendal Norsk Forlag zur Veröffentlichung an. Ein Jahr  darauf, 1926, erschien sein erstes Buch I Spitsbergens vold (Titel der deutschen Übersetzung: Die weiße Hölle; wörtlich: In der Gewalt Spitzbergens), das zwei dieser Texte enthielt. Die Erzählungen wurden ein Bestseller und ermutigten ihren Autor, das Schreiben zum Beruf zu machen.
In dichter Folge erschienen in den nächsten Jahren – bis zu seinem Tod im Jahr 1944 – weitere 17 Bücher. Sieben von ihnen kreisen um die Motive des Walfangs und der Robbenjagd, die Hansen als erster Autor überhaupt in die norwegische Literatur eingeführt hatte. Unter ihnen befinden sich die Romane „Hvalrossen“ av Tromsø (Kampf ums Leben), De fem ishavsgaster (Der Polarwind und die Obrigkeit) und Beitsaren (Der Beißer), die jeweils ins Deutsche übersetzt wurden. Sie erzählen in derb-realistischem Stil von der physischen Stärke zäher Männer, die den schwierigen Wetterverhältnissen und den Naturkräften trotzen. Gemeinsam mit seinem Kollegen Karl Holter, der sich zunächst als Schauspieler einen Namen gemacht hatte, schrieb er 1932 das Schauspiel Ishavsfolk (Eismeervolk bzw. Bären), das mit großem Erfolg an Theatern in Oslo, Bergen und Tromsø aufgeführt wurde. Auch im nationalsozialistischen Deutschland, als eine deutsche Fassung in der Übersetzung des Kabarettisten und Drehbuchautors Per Schwenzen auf viele Bühnen gelangte, wurde das Stück vom Publikum angenommen.
Die übrigen Bücher Hansens beschäftigen sich häufig mit den Küstenfischern Nordnorwegens in den Jahren vor 1900, d. h. zu einer Zeit, als die Motorschiffe die kleinen Holzboote noch nicht verdrängt hatten. Sie erhalten Schilderungen vom harten Leben an Bord, porträtieren Originale in den Hafengegenden, tendieren gelegentlich aber auch zu romantischer Überhöhung. Im 1933 erschienenen Roman Kongen på Råsa (Der König von Raasa) legt der Protagonist, ein lokaler Kaufmann, Wert darauf, seine Familie bis auf die Wikingerzeit zurückführen zu können. Hansens Ideal ist dabei die sich selbst versorgende Gesellschaft in Pakt mit der Natur, die von einem starken Patriarchen, häufig einem Unternehmer mit Geschäftssinn auf vielen Gebieten, geführt und beschützt wird. In diese antimodernen Sehnsüchte mischen sich in einigen Büchern, wie z. B. in Bjørnar Bålk og hans slekt (... bis ins dritte und vierte Glied; 1932) unverhohlen rassistische Untertöne.
Die letzten Publikationen Hansens hatten nicht mehr die Frische und Originalität der ersten Veröffentlichungen, sondern verloren sich in Wiederholungen und Klischees. In seinen Memoiren, die 1937 und 1940 erschienen, schrieb er unter anderem über seine Wanderjahre in den USA, gab aber auch seiner Enttäuschung darüber Ausdruck, dass die Literaturkritiker sich von ihm abgewandt hatten.
Politisch entwickelte er sich von einem Mitglied der liberalen Partei Venstre zu einem Anhänger der faschistischen Nasjonal Samling. Zwei seiner populärsten Bücher (Die weiße Hölle und Im Schnee und Nordlicht) erschienen auf Deutsch in einer „Frontbuchhandelsausgabe“ für die Wehrmacht. Er nahm 1941 an dem von der nationalsozialistischen deutschen Kulturpropaganda organisierten „Europäischen Dichtertreffen“ in Weimar teil. Sein Tod noch vor Ende des Zweiten Weltkrieges hat ihn davor bewahrt, aus dem Norwegischen Schriftstellerverband ausgeschlossen zu werden. Heute ist er in seinem Heimatland weitgehend vergessen.

### Primärliteratur
- I Spitsbergens vold (1926)
- Jens Sørskar (1927)
- En havets søn (1928)
- “Hvalrossen” av Tromsø (1929)
- Forbannelsen (1930)
- Håkjerringkjeften (1931)
- Bjørnar Bålk og hans slekt (1932)
- Ishavsfolk (1932, zusammen mit Karl Holter)
- Kongen på Råsa (1933)
- De fem ishavsgaster (1934)
- Keiserlosen (1935)
- I Sne og Nordlys (1936)
- På vivanke (1937)
- Storfossen (1938)
- Beitsaren (1939)
- Pegasus på flukt (1940)
- Skarvereiret (1942)
- Odin klarte det (1944)

### Übersetzungen
- Die weiße Hölle [I Spitsbergens vold]. 2 Erzählungen. Aus dem Norwegischen übertragen von Ernst Züchner. S. Fischer Verlag, Berlin 1928.
- Trömsöer Seeteufel [En havets søn]. Roman. Berechtigte Übertragung aus dem Norwegischen von Niels Hoyer. Schaffstein, Köln am Rhein 1929.
- Kampf ums Leben [„Hvalrossen“ av Tromsø]. Roman. Berechtigte Übertragung aus dem Norwegischen von Niels Hoyer. Schaffstein, Köln am Rhein 1930.
- Bären (Eismeervolk) [Ishavsfolk]. Schauspiel in drei Aufzügen. Aus dem Norwegischen übersetzt von Per Schwenzen. S. Fischer Verlag, Berlin 1933.
- In Schnee und Nordlicht [I Sne og Nordlys].  Nordische Erzählungen. Übertragen von Åge Eskil Avenstrup. Rütten & Loening, Potsdam 1938.
- Der König von Raasa [Kongen på Råsa]. Roman. Berechtigte Übertragung aus dem Norwegischen von Åge Eskil Avenstrup. Rütten & Loening, Potsdam 1940.
- Der Polarwind und die Obrigkeit [De fem ishavsgaster]. Roman. Einzig berechtigte Übertragung von Bernhard Schulze. Schünemann, Bremen 1939.
- Der Beißer [Beitsaren]. Ein Eismeerroman. Berechtigte Übertragung aus dem Norwegischen von Bernhard Schulze. Rütten & Loening, Potsdam 1941.
- ... bis ins dritte und vierte Glied [Bjørnar Bålk og hans slekt]. Aus dem Norwegischen übertragen von Bernhard Schulze. Schünemann, Bremen 1943.
- Das Haifischmaul [Håkjerringkjeften]. Berechtigte Übertragung aus dem Norwegischen von Bernhard Schulze. Dulk, Hamburg 1947.

### Sekundärliteratur
- Kaare Skagen: Lars Hansen og nazismen. - In: Syn og Segn, H. 5, 1977.
- Nils Magne Knutsen, Lars Hansen. - In: Norsk Biografisk Leksikon.